# Catatemnus granulatus
Catatemnus granulatus är en spindeldjursart som beskrevs av Volker Mahnert 1978. Catatemnus granulatus ingår i släktet Catatemnus och familjen Atemnidae. Inga underarter finns listade i Catalogue of Life.